# Мы те, кто мы есть
«Мы те, кто мы есть» (англ. We Are Who We Are) — драматический телевизионный мини-сериал о взрослении 2020 года, совместно созданный Лукой Гуаданьино и снятый режиссёром для HBO и Sky Atlantic. Действие сериала разворачивается на вымышленной военной базе США в Кьоджа, Италия, на фоне президентских выборов в 2016 году. Сериал рассказывает о двух американских 14-летних подростках: Фрейзере Уилсоне (Джек Дилан Грейзер) и Кейтлин «Харпер» Пойтресс (Джордан Кристин Симон). В актёрский состав также входят Хлоя Севиньи, Алиси Брага, Спенс Мур II и Скотт Мескади.
Премьера сериала состоялась 14 сентября 2020 года на канале HBO в Соединённых Штатах и 9 октября 2020 года на канале Sky Atlantic в Италии.

## Сюжет
Сериал рассказывает историю двух американских подростков, Фрейзера и Кейтлин, которые живут на вымышленной военной базе США в Кьоджа, Италия, в 2016 году.

## В ролях
- Джек Дилан Грейзер — Фрейзер Уилсон, четырнадцатилетний подросток, который вместе со своими матерями переезжает из Нью-Йорка на военную базу в Венето.
- Джордан Кристин Симон — Кейтлин Пойтресс, девушка-подросток, которая уже несколько лет живёт на базе и становится новой подругой Фрейзера.
- Хлоя Севиньи — Сара Уилсон, мать Фрейзера и жена Мэгги. Полковник, который принимает на себя командование базой.
- Алисе Брага — Мэгги Тейшейра, мать Фрейзера и жена Сары. Майор.
- Скотт Мескуди — Ричард Пойтресс, отец Кейтлин и Дэнни, муж Дженни. Полковник.
- Вера Алаби — Дженни Пойтресс, мать Кейтлин и Дэнни, жена Ричарда.
- Спенс Мур II — Дэнни Пойтресс, старший брат Кейтлин.
- Франческа Скорсезе — Бритни Ортон, подруга Кейтлин.
- Бен Тейлор — Сэм Пратчетт, парень Кейтлин и младший брат Крейга.
- Кори Найт — Крэйг Пратчетт, старший брат Сэма. Молодой солдат.
- Том Мерсье — Джонатан Кричевски, майор, который тесно сотрудничает с Сарой.

### Камео
- Тимоти Шаламе — прохожий[1]
- Арми Хаммер — работник кафетерия[2]
- Blood Orange — в роли самого себя

## Эпизоды
| № | Название                                                                           | Режиссёр        | Автор сценария                                     | Дата премьеры    | Зрители США (млн) |
| - | ---------------------------------------------------------------------------------- | --------------- | -------------------------------------------------- | ---------------- | ----------------- |
| 1 | «Прямо здесь, прямо сейчас #1» «Right here, right now #1»                          | Лука Гуаданьино | Паоло Джордано, Франческа Маньери, Лука Гуаданьино | 14 сентября 2020 | 0,117             |
| 2 | «Прямо здесь, прямо сейчас #2» «Right here, right now #2»                          | Лука Гуаданьино | Паоло Джордано, Франческа Маньери, Лука Гуаданьино | 21 сентября 2020 | 0,090             |
| 3 | «Прямо здесь, прямо сейчас #3» «Right here, right now #3»                          | Лука Гуаданьино | Паоло Джордано, Франческа Маньери, Лука Гуаданьино | 28 сентября 2020 | 0,062             |
| 4 | «Прямо здесь, прямо сейчас #4» «Right here, right now #4»                          | Лука Гуаданьино | Паоло Джордано, Франческа Маньери, Лука Гуаданьино | 5 октября 2020   | 0,060             |
| 5 | «Прямо здесь, прямо сейчас #5» «Right here, right now #5»                          | Лука Гуаданьино | Паоло Джордано, Франческа Маньери, Лука Гуаданьино | 12 октября 2020  | 0,049             |
| 6 | «Прямо здесь, прямо сейчас #6» «Right here, right now #6»                          | Лука Гуаданьино | Паоло Джордано, Франческа Маньери, Лука Гуаданьино | 19 октября 2020  | 0.050             |
| 7 | «Прямо здесь, прямо сейчас #7» «Right here, right now #7»                          | Лука Гуаданьино | Паоло Джордано, Франческа Маньери, Лука Гуаданьино | 26 октября 2020  | 0.092             |
| 8 | «Прямо здесь, прямо сейчас #8 и последний раз» «Right here, right now #8 and last» | Лука Гуаданьино | Паоло Джордано, Франческа Маньери, Лука Гуаданьино | 2 ноября 2020    | 0.058             |

## Производство
В феврале 2019 года было объявлено, что Гуаданьино ведёт переговоры с телеканалом «HBO» о работе над новым восьмисерийным шоу под предварительным названием «We Are Who We Are». Предполагалось, что Гуаданьино выступит как режиссёр и сценарист (совместно с Паоло Джордано и Франческой Маньери), а исполнительными продюсерами выступят Лоренцо Мьели и Риккардо Нери.
17 июля 2019 года телеканал «HBO» раскрыл актёрский состав сериала, объявив, что в него вошли Хлоя Севиньи, Скотт Мескуди, Алисе Брага, Джек Дилан Грейзер, Спенс Мур II, а также новички Джордан Кристин Симон, Фейт Алаби, Кори Найт, Том Мерсье, Франческа Скорсезе, Бен Тейлор и Себастьяно Пигацци.

## Восприятие
Рейтинг сериала на агрегаторе обзоров «Rotten Tomatoes» составляет 86 процентов со средней оценкой 7,17 из 10 на основе 28 обзоров. Консенсус критиков сайта гласит: «„Мы те, кто мы есть“ не сдвигает гор, но, сосредотачиваясь на мелких деталях и позволяя главным героям-подросткам просто быть, Лука Гуаданьино создаёт поэзию для маленьких экранов». В свою очередь рейтинг сериала на агрегаторе «Metacritic» составляет 77 из 100, что указывает на «в целом благоприятные отзывы».

#### Критика
- Критик журнала «Entertainment Weekly» Даррен Фрэнич поставил сериалу оценку «B+», объяснив это так: «Несмотря на некоторых плоских персонажей, Гуаданьино энергично выделяет свой состав подающих надежды, особенно Кори Найта»[16].
- Критик «Rolling Stone» Алан Сепинволл поставил сериалу оценку 4 из 5 и написал: «Немногие трансплантаты с большого экрана на маленький имеют такой же острый глаз или ухо, как Гуаданьино, поэтому вуайеристский характер повествования кажется скорее заманчивым, а не снисходительным»[17].
- Критик «Variety» Кэролайн Фрамке описала сериал как «настолько интуитивный, что становится тревожно — но что такое быть подростком, если это не что-то захватывающе, интуитивное и тревожное?»[18].
- Критик журнала «TV Guide» Матт Руш написал, что сериал хочет быть «шокирующим», как «Эйфория», «но вскоре становится однообразным»[19].